# PRT Baghlan
Het Provincial Reconstruction Team (PRT) Baghlan was een Nederlandse militaire en civiele missie in de Afghaanse provincie Baghlan van 5 juli 2004 tot 30 september 2006.
Dit Provinciaal Reconstructie Team was gevestigd in de provinciehoofdstad Pol-e Khomri en is vanaf oktober 2004 operationeel geweest. In Baghlan zijn achtereenvolgens zes detachementen ingezet, elk met een omvang van tussen de 150 en 180 militairen. De detachementen bestonden steeds uit personeel van vier Operationele Commando’s (OPCO’s)1 en een Politiek Adviseur (POLAD) van het Ministerie van Buitenlandse Zaken. 
Na overdracht van het PRT aan NATO-partner Hongarije, verliet in oktober 2006 het laatste Nederlandse detachement Baghlan.